# Нашице
На́шице (хорв.  Našice ) — город в Хорватии, в восточной части страны, в Осиецко-Бараньской жупании. Население — 8173 человека (2001), 87 % населения города — хорваты.

## Общие сведения
Нашице расположен в центральной Славонии, к югу от города находится невысокая холмистая цепь Крндийя, к северу простирается обширная равнина вплоть до Дравы.
В 30 километрах к юго-востоку от Нашице находится город Джяково, в 40 километрах к юго-западу — Пожега, в 40 километрах к северу — Доньи-Михольяц, в 50 километрах к северо-востоку — Осиек, в 50 километрах к югу — Славонски-Брод.
Нашице — крупный транспортный узел, через город проходят автомобильная и железная дорога Осиек — Вировитица — Копривница — Вараждин, а также автодороги на Пожегу, Доньи-Михольяц, Джяково и Славонски-Брод. От железнодорожной магистрали в Нашице отходит боковая ветка на Плетерницу и Пожегу.
В городе расположены несколько промышленных предприятий, крупнейшим из которых является цементный завод. Другие предприятия представляют деревообрабатывающую и текстильную промышленность. Как и во всех городах Славонии, большую роль в экономике города играет сельское хозяйство и пищевая промышленность. Отличительной чертой городской экономики является развитое рыбоводство и рыбная ловля, в окрестностях Нашице несколько больших прудов и озёр, богатых рыбой.
Город впервые упомянут в 1229 году под именем Некше, во время турецкой оккупации стал одним из главных городов региона. В XV веке в городе был построен францисканский монастырь. Монастырская церковь, одна из главных достопримечательностей города, была повреждена во время бомбардировок в ходе войны за независимость страны в 1991—1993 годах.

## Достопримечательности
- Францисканский монастырь — построен в XV веке. Церковь св. Антония Падуанского.
- Дворец графов Пеячевичей. Построен в XIX веке, ныне в нём расположен краеведческий музей. Дворец окружён живописным парком.